# 七色战记
《七色战记》是中国大陆拍摄的一部动画片，由黄智龙执导，该作品讲述了一个与世无争的人与七个国家的故事。

## 剧情
有七个因为很多原因而相互争斗的国家，后来在一个心地善良的人得努力下，这七个国家决定合作，并一起应对他们共同的敌人。

## 電視原聲
| 曲序 | 曲目               |        | 作曲   | 演唱 |
| ---- | ------------------ | ------ | ------ | ---- |
| 1.   | 特别的光华(主题曲) | 卢永强 | 韦启良 | Joy  |

## 外部連結
- 豆瓣电影上《七色战记》的資料 （简体中文）